# Nestoria

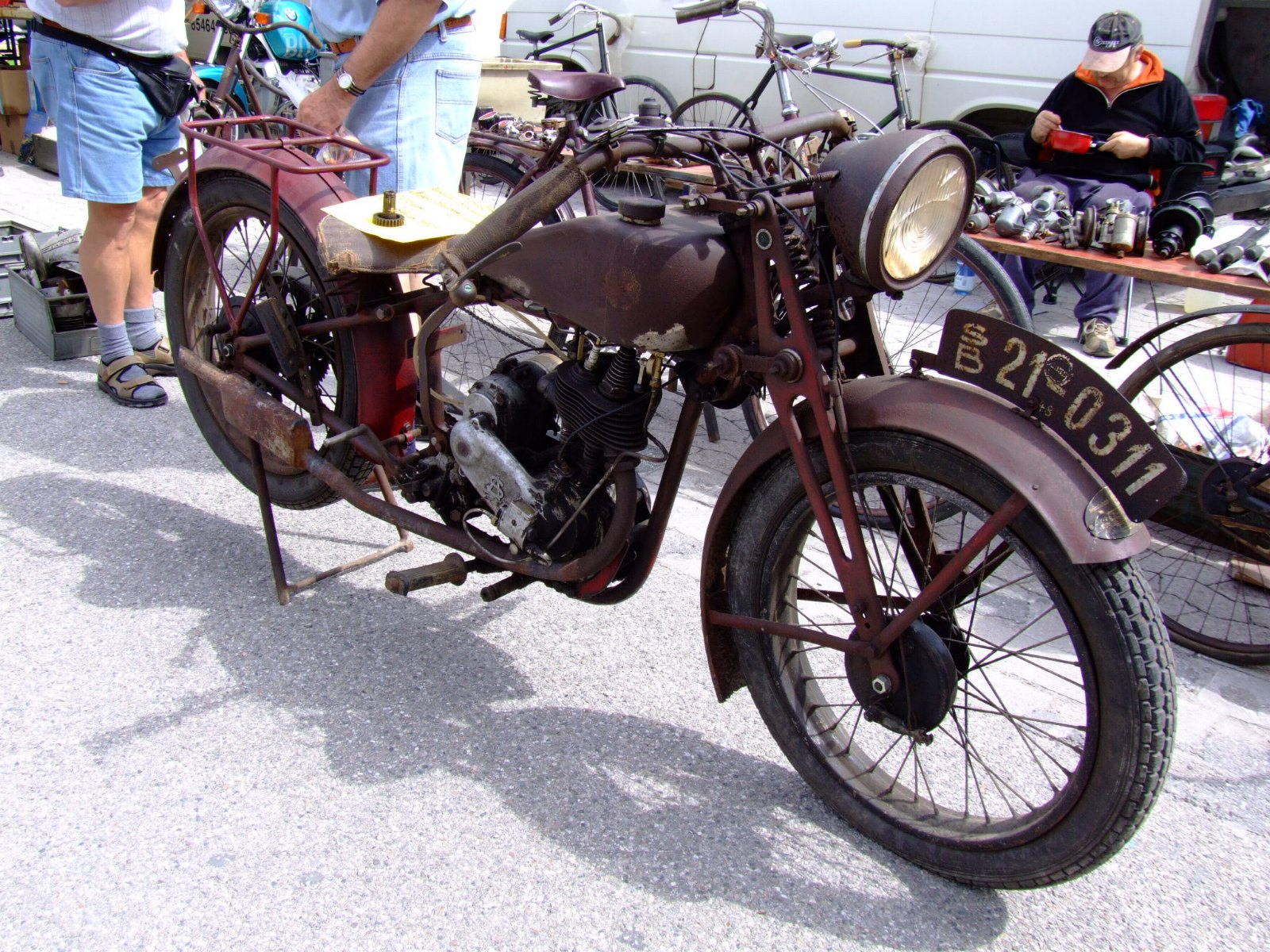
Nestoria 200 cc uit 1929

Nestoria is een historisch Duits merk van motorfietsen. Nestoria Motorenwerk GmbH, later Bischoff & Pedal Motorradfabrik, Neurenberg (1923-1931). 
Middelgrote fabriek die 289- en 346 cc tweetakten met eigen motoren leverde. Nestoria nam in 1925 de firma Astoria (eveneens gevestigd in Neurenberg) over en gebruikte vanaf 1926 ook 348- en 498 cc Küchen-motoren. Later kwamen er ook modellen met MAG- en Sturmey-Archer-blokken.